# Девід Кейдж
Давид Де Ґруттоля (фр. David De Gruttola) відоміший під псевдонімом Девід Кейдж (англ. David Cage) — французький сценарист, геймдизайнер, музикант.

## Біографія
Голова студії-розробника відеоігор Quantic Dream. Виконує важливу роль у компанії й розробці відеоігор, є засновником, спів-CEO (спільно з Гійомом де Фондом'є, який є виконавчим продюсером і CFO Quantic Dream із 2003 року), провідним геймдизайнером і сценаристом.
Як професійний музикант у 1993 році він створив компанію Totem Interactive.
Девід Кейдж створив Quantic Dream у 1997 році. Він є сценаристом і гемдизайнером усіх п'ятьох проєктів його студії: The Nomad Soul (1999), Fahrenheit (2005), Heavy Rain (2010), Beyond: Two Souls (2013) та Detroit: Become Human (2018).